# Bistum Parma

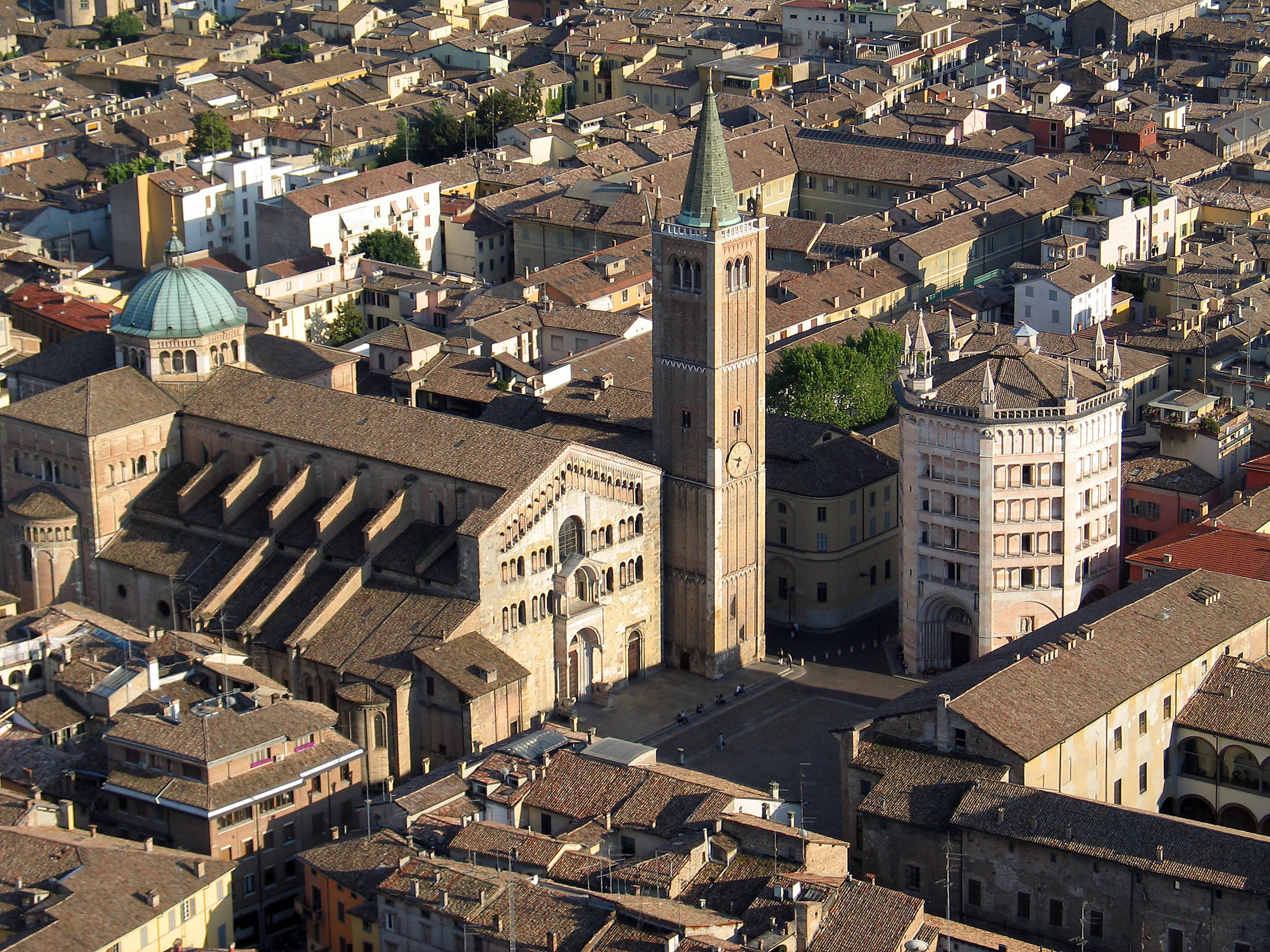
Kathedrale Mariä Himmelfahrt

Das Bistum Parma (lat.: Dioecesis Parmensis, ital.: Diocesi di Parma) ist eine in Italien gelegene römisch-katholische Diözese mit Sitz in Parma.

## Geschichte
Das Bistum Parma wurde im 4. Jahrhundert errichtet und unterstand dem Erzbistum Mailand als Suffraganbistum. Mitte des 5. Jahrhunderts wurde es dem Erzbistum Ravenna unterstellt. Am 10. August 1058 wurde die Kathedrale von Parma durch ein Feuer zerstört. Außerhalb der Stadt wurde 1059 an der Stelle einer frühchristlichen Basilika mit dem Bau einer neuen Kathedrale begonnen. Die Kathedrale wurde im Jahre 1074 fertiggestellt und 1106 durch Papst Paschalis II. geweiht. Am 3. Januar 1117 wurde diese durch ein Erdbeben beschädigt und musste wiedererrichtet werden.
Im Jahre 1582 wurde das Bistum Parma dem Erzbistum Bologna als Suffraganbistum unterstellt. Am 26. Mai 1806 erfolgte die Unterstellung unter das Erzbistum Genua und am 30. März 1818 wurde das Bistum Parma zum immediaten Bistum. Seit dem 14. August 1892 trägt der Bischof von Parma zusätzlich den Titel des Abtes von Fontevivo. Am 8. Dezember 1976 wurde das Bistum Parma dem Erzbistum Modena-Nonantola als Suffraganbistum unterstellt.